# Жак Бекер
Жак Бекѐр (на френски: Jacques Becker) е френски режисьор и сценарист. 

## Биография
Той е роден на 15 септември 1906 година в Париж в заможно семейство. През 30-те години работи като асистент на режисьора Жан Реноар, който по това време прави най-добрите си филми. През 40-те години започва да режисира самостоятелно. Сред най-известните му филми са криминалните „Casque d'or“ (1952) и „Le trou“ (1960).
Жак Бекер умира на 21 февруари 1960 година в Париж.

## Избрана филмография
| Година | Филм                        | Оригинално заглавие              |
| ------ | --------------------------- | -------------------------------- |
| 1947   | Антоан и Антоанета          | Antoine et Antoinette            |
| 1954   | Не пипай мангизите          | Touchez pas au grisbi            |
| 1954   | Али Баба и 40-те разбойници | Ali-Baba et les quarante voleurs |